# Эмпайр Майн

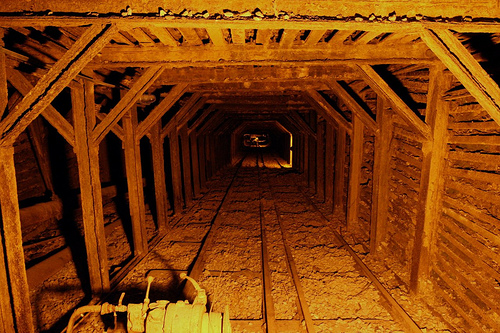
Главный забой рудника «Эмпайр Майн»

Исторический парк штата «Эмпайр Майн» (англ. Empire Mine State Historic Park) — рудник и парк штата в горах Сьерра-Невада, в районе города Грасс-Валли, штат Калифорния, США. «Эмпайр Майн» входит в Национальный реестр исторических мест США, имеет федеральный статус исторического района и исторической достопримечательности Калифорнии. С 1975 г. Служба парков и рекреации Калифорнии управляет и поддерживает состояние рудника в качестве памятника истории. Начиная с 1850 г. и до закрытия в 1956 г. на руднике было получено 5,8 миллионов унций золота, добытого из 591 километра подземных выработок.

## История
В октябре 1850 г. Джордж Мак-Найт обнаружил золото в обнажении кварцев (на уступе) и назвал это месторождение «Офир Вейн» («жила Офира»), однако в 1851 г. продал свои права на участок компании Woodbury, Parks and Co., которая, в свою очередь, продала его компании John P. Rush and the Empire Quartz Hill Co. В 1854 г., после выкупа доли Джона Раша, была учреждена компания Empire Mining Co. Как только понеслись слухи о том, что в Калифорнии в твердых породах найдено золото, сюда прибыли шахтеры с оловянных и медных рудников английского Корнуолла, чтобы повысить свою квалификацию в твердотельной добыче. Неоценим был вклад корнцев в создание Корнуолльского парового двигателя, с помощью которого осушались глубины рудника от постоянных протечек воды (18 тысяч галлонов в сутки). Это позволило повысить продуктивность рудника и углубить его. С 1895 г. рудник и толчея стали питаться электроэнергией от водяного колеса Лестера Аллана Пелтона. С конца 1870-х гг. корнцы привлекли на рудник массу рабочих, и это их количество так и сохранилось до закрытия рудника спустя 80 лет.
В 1869 г. контроль над компанией перешел к Уильяму Боуэрсу Бурну. В 1874 г. Бурн умер, и его имущество перешло к руднику, что повлекло изменение названия месторождения в 1878 г. с «Офир Вейн» на «Рич Хилл» («богатый холм»). Его сын, Уильям Боуэрс Бурн II, в том же году учредил компанию Original Empire Co., забрал активы Empire Mining Co. и продолжил работу на «жиле Офира» после того, как на глубине 400 м было достигнуто дно жилы и выработки были затоплены водой. При его финансовой поддержке и под управлением его младшего кузена Джорджа Старра, после 1887 г. «Эмпайр Майн» стал знаменитым благодаря своим технологиям. В 1884 г. Бурн приобрел "Рудник северной звезды", превратил его в крупную шахту и затем в 1887 г. продал её Джеймсу Хэгью, наряду контрольным пакетом акций.
В 1896 г. Бурн вернул себе контроль над «Эмпайр Майн», сформировав новую компанию Empire Mines and Investment Co. В 1897 г. он поручил Уиллису Полку построить усадьбу «Коттедж» с использованием отходов от деятельности рудника. В комплекс «Коттеджа» входили теплица, сады, фонтаны и бассейн. В промежутке с 1898 г. по 1905 г. неподалеку был выстроен клубный дом с теннисными кортами, дорожкой для боулинга и площадками для игры в сквош.
В 1910 г. на «Эмпайр Майн» был запущено производство цианида, с помощью которого стало легче извлекать золото из руды по сравнению с хлорированием. В 1915 г. Бурн приобрел Pennsylvania Mining Co., Work Your Own Diggings Co. и окрестные рудники, что дало его компании Empire Mines and Investment Co. доступ к Пенсильванской жиле. «Рудник северной звезды» также имел небольшие права на эту жилу, но обе компании пошли на компромисс и заключили соглашение.
В 1928 г., по рекомендации Фреда Сирлса из Невада-Сити, «Эмпайр Майн» выкупила у Бурна корпорация Newmont Mining Corp. Ньюмонт приобрел также и "Рудник северной звезды", создав новую компанию Empire-Star Mines, Ltd. Бизнес управлялся Фредом Нобсом и позднее Джеком Манном.
Постановлением правительства США от 8 октября 1942 г. золотые рудники были признаны «несущественной отраслью военного времени», что повлекло приостановку добычи до 30 июня 1945 г. После войны нехватка квалифицированных шахтеров вызвала перерыв в работе ниже уровня 4600 футов до 1951 г.
К 1950-м гг. инфляционные издержки золотодобычи сделали деятельность рудника невыгодной. В 1956 г. из-за падения зарплат произошла забастовка шахтеров, и работа была прервана. Официально рудник был закрыт год спустя, 28 мая 1957 г., когда были выключены и демонтированы последние водяные помпы. В последний год работы (1956 г.) глубина наклонных выработок рудника достигла 3355 м.
В 1974 г. Служба парков и рекреации Калифорнии выкупила земельный участок с «Эмпайр Майн» за 1,25 млн.$ с целью создания исторического парка штата. На 2016 г. площадь парка составляет 345 га, в том числе лесистое окружение рудника. Компания Newmont Mining сохранила за собой права на минералы рудника «Эмпайр Майн» и участок в 15 га, на случай, если они захотят возобновить добычу.

## Геология

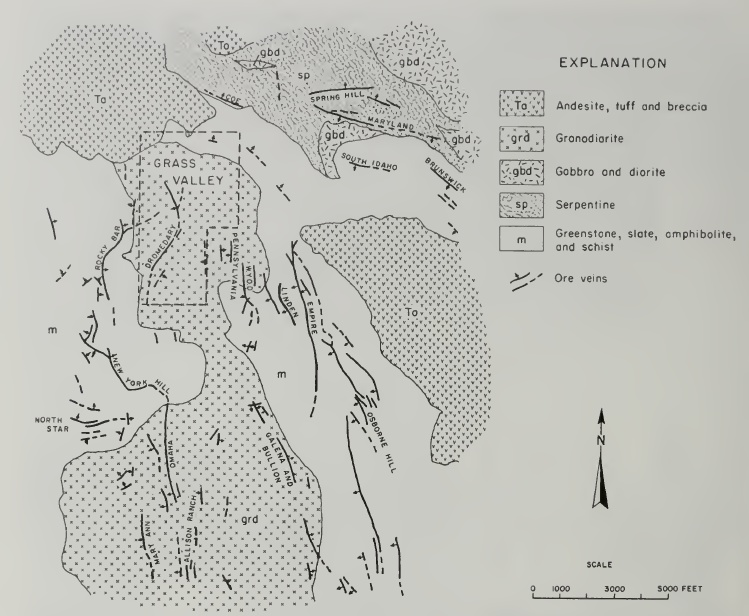
Grass Valley Geologic Map showing the underlying granodiorite

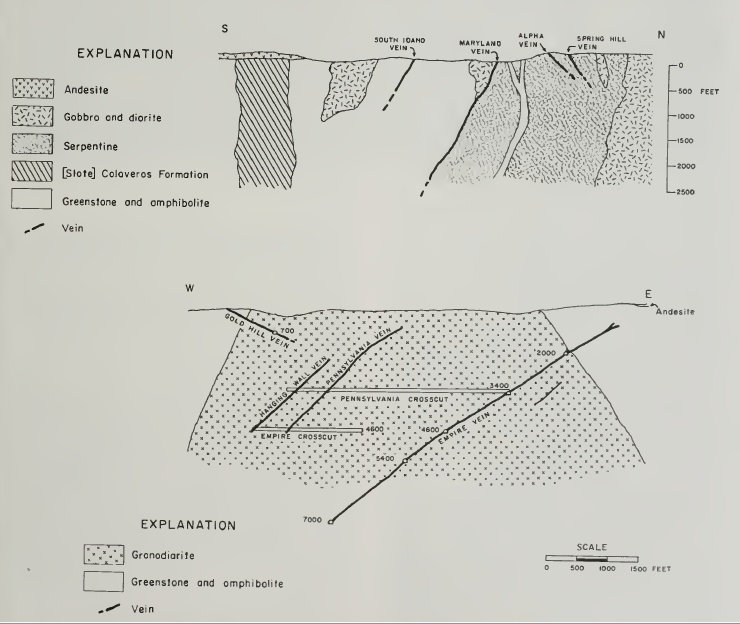
Grass Valley Geologic Cross Section showing the Empire Vein

В основе района лежит гранодиоритовое тело, протяженностью с севера на юг до 9 км, с запада на восток до 3 км, интрудированное в окружающие метаморфические породы. Отложения золотосодержащих руд находятся в кварцевых жилах с концентрацией от 3 до 7 унций на тонну. Обнажения «Имперской жилы» выходят на востоке, уходя к западу на глубину под углом 35 градусов. Жила разрабатывалась при помощи параллельных ей наклонных стволов с ответвляющимися через каждые 100—150 м горизонтальными выработками. Руда добывалась методом обрушения.

## Музей
С мая по октябрь в выходные дни волонтеры, одетые в одежду эдвардианских времен, дают живые исторические экскурсии по «Коттеджу» Бурна, где он жил в 1890-х гг., а также демонстрируют некоторые операции по добыче золота.
В музее парка имеются масштабная модель подземных выработок комплекса Empire/Star, выставка образцов породы из местных шахт, воссозданная химическая лаборатория и коллекция минералов. Площадь садов, по которым можно гулять, составляет 5,3 га.
Ассоциация парка «Эмпайр Майн» преследует просветительско-образовательные цели, достигаемые путем пожертвований, продаж туристического центра, членских взносов и специальных мероприятий. Здесь работает очень активная группа волонтеров.

## Галерея

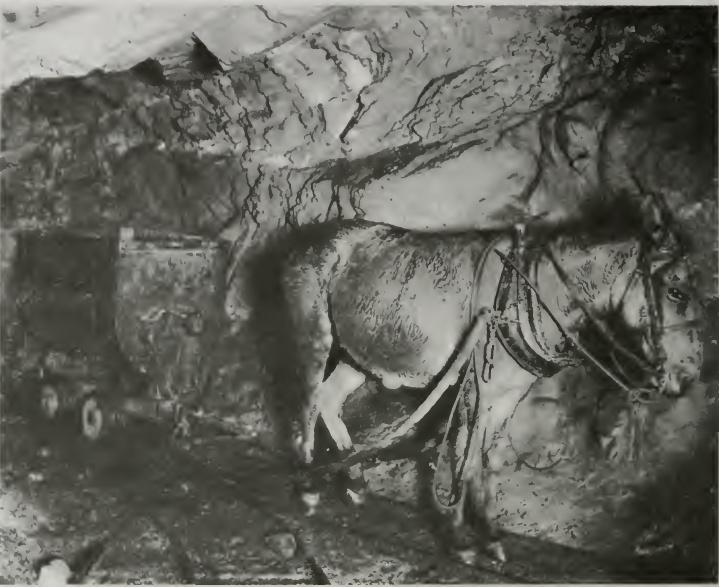
Мул, запряженный в повозку с рудой (1910 г.)
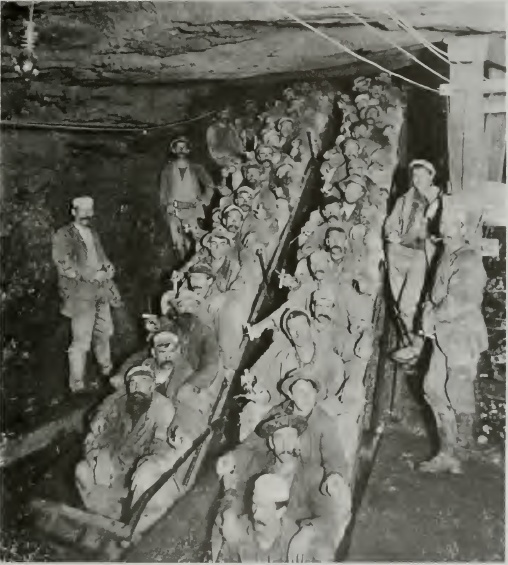
Пересменка (1900 г.)
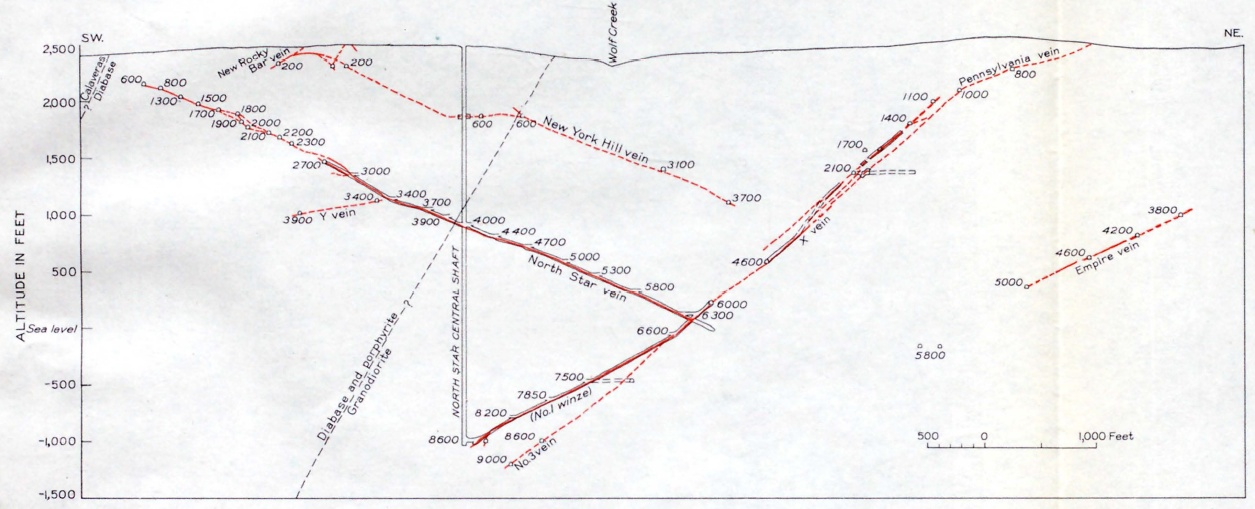
Геологический разрез, показывающий относительное расположение жил "Имперской" и "Северной звезды"